# الكسندر كامبل هوب
الكسندر كامبل هوب هو سياسي كندي، ولد في 4 أغسطس 1894، وتوفي في 25 أغسطس 1978.